# Betsy's Wedding
Betsy's Wedding is een Amerikaanse romantische komedie uit 1990 geschreven en geregisseerd door Alan Alda, die ook een hoofdrol speelt.

## Verhaal
Eddie Hopper is een zelfstandige aannemer uit Long Island en vader van twee dochters van wie Betsy binnenkort trouwt. Tegen advies van zijn familie - inclusief de geest van zijn overleden vader - wil Eddie een weelderig huwelijkfeest met alles er op en er aan om indruk te maken op de familie van de bruidegom.
Hiervoor heeft hij niet het nodige geld en zijn financiële toestand verergert door een bouwwerf waar het een en ander misloopt. Hij krijgt hulp van zijn schoonbroer Oscar waardoor Eddie met woekeraars en de maffia in aanraking komt. Stevie Dee, een neef van een maffiabaas, wordt gestuurd om Eddie in het oog te houden, maar hij heeft enkel oog voor de zus van de bruid: Connie Hopper die bij de politie blijkt te werken.
Het huwelijk gaat uiteindelijk door zoals Eddie het had gepland, maar het felle regenweer zorgt dat alles wordt verstoord.

## Rolverdeling
| Acteur           | Personage     |
| ---------------- | ------------- |
| Alan Alda        | Eddie Hopper  |
| Madeline Kahn    | Lola Hopper   |
| Molly Ringwald   | Betsy Hopper  |
| Ally Sheedy      | Connie Hopper |
| Joe Pesci        | Oscar Henner  |
| Anthony LaPaglia | Stevie Dee    |
| Catherine O'Hara | Gloria Henner |
| Burt Young       | Georgie       |
| Joey Bishop      | Mr. Hopper    |
| Dylan Walsh      | Jake Lovell   |
| Bibi Besch       | Nancy Lovell  |
| Julie Bovasso    | Grandma       |
| Larry Block      | Barber        |

## Nominaties
| Westrijd                                    | Categorie                | Ontvanger(s)     | Resultaat   | Ref.  |
| ------------------------------------------- | ------------------------ | ---------------- | ----------- | ----- |
| Golden Raspberry Awards 1990                | Worst Actress            | Molly Ringwald   | Genomineerd | [ 1 ] |
| Golden Raspberry Awards 1990                | Worst Supporting Actress | Ally Sheedy      | Genomineerd | [ 1 ] |
| 3rd Chicago Film Critics Association Awards | Most Promising Actor     | Anthony LaPaglia | Genomineerd |       |